# Vorhaben- und Erschließungsplan
Der Vorhaben- und Erschließungsplan (VEP) ist ein mit der Gemeinde abgestimmter Plan eines Vorhabenträgers (Investors) zur Durchführung von Bauvorhaben und von Erschließungsmaßnahmen. Er wird im § 12 des Baugesetzbuches geregelt und verbindet städtebauliche Planung mit städtebaulichen Durchführungsmaßnahmen, wie sie im städtebaulichen Vertrag (§11 BauGB) zwischen Gemeinde und Vorhabenträger ausgehandelt werden können.
Der Vorhaben- und Erschließungsplan wird in einen vorhabenbezogenen Bebauungsplan einbezogen, den die Gemeinde gleichzeitig aufstellt. Ziel des Vorhaben- und Erschließungsplanes ist es, für Investoren größerer Bauvorhaben schneller als üblich, d. h. über ein normales Bebauungsplanverfahren und die anschließende Baugenehmigung, mit Baumaßnahmen beginnen zu können. Der Vorhaben- und Erschließungsplan ersetzt somit das Bebauungsplanverfahren.

## Voraussetzung
Der Vorhabenträger muss bereit und in der Lage sein, 
- die geplanten Maßnahmen innerhalb einer bestimmten Frist durchzuführen
- die Planungs- und Erschließungskosten ganz oder teilweise zu tragen.